# Tony Hawk's Downhill Jam
 (janvier 2024).
Si vous disposez d'ouvrages ou d'articles de référence ou si vous connaissez des sites web de qualité traitant du thème abordé ici, merci de compléter l'article en donnant les références utiles à sa vérifiabilité et en les liant à la section « Notes et références ».
Tony Hawk's Downhill Jam est un jeu vidéo édité par Activision de la série Tony Hawk's Pro Skater sorti sur Wii, Game Boy Advance DS et PlayStation 2. Ce jeu faisait partie des jeux de lancements de la Wii.
C'est un hommage au jeu vidéo favori de Tony Hawk : Skate or Die!, dont Downhill Jam reprend le concept[réf. nécessaire].

## Système de jeu
Les skateurs, incarnés par les joueurs, partent, du haut d'une montagne ou d'une colline, et doivent redescendre tout en bas en un minimum de temps. Ce concept tranche avec les autres opus de la série, dans lesquels il ne s'agissait pas d'une course, mais plutôt de faire un maximum de points en enchainant des figures.

## Autres versions

### Version Wii / PlayStation 2
La version Wii de Downhill Jam est développé par Toys For Bob, qui a déjà développé Disney's Extreme Skate Adventure et Madagascar.
Le joueur contrôle le skateur grâce à la Wiimote. Ainsi, en inclinant la manette vers la gauche ou vers la droite, le skateur suit la direction voulu. De même si on secoue la manette, un booster se déclenche.
Le jeu peut se jouer à quatre joueurs simultanément, que ce soit sur la même console ou via le mode de jeu en ligne.

### Version Nintendo DS
Tony Hawk's Downhill Jam est aussi le nom du portage du jeu sur Nintendo DS sorti en 2006. Il a été développé par Vicarious Visions, qui a gagné de l'expérience avec la franchise Tony Hawk's en adaptant toutes les précédentes versions pour la Game Boy Advance et avec Tony Hawk's American Sk8land, aussi sur Nintendo DS. Il utilise la Nintendo Wi-Fi Connection.

### Version Game Boy Advance
Tony Hawk's Downhill Jam est aussi le nom du portage du jeu sur Game Boy Advance. Il a été développé par Visual Impact et est sorti en 2006.